# Semedusari
Semedusari is een bestuurslaag in het regentschap Pasuruan van de provincie Oost-Java, Indonesië. Semedusari telt 2408 inwoners (volkstelling 2010).